# Али Брук
Алисон Брук Ернандез (енгл. Allyson Brooke Hernandez; Сан Антонио, 7. јул 1993) јесте америчка певачица. Бивша је чланица девојачке групе Фифт Хармони . Брук је почела да се афирмише 2017. године као соло уметница, наступајући у емисији Lost Kings. У марту 2018. певала је мешавину песама из филмова награђених Оскаром на црвеном тепиху пре 90. доделе Оскара.

## Биографија
Алисон Брук Ернандез је рођена 7. јула 1993. године у Сан Антонију, Тексас  где су је одгајали родитељи Џери Ернандез и Патриша Кастиљо. Она има старијег брата Брандона. Брук је била 6 недеља превремено рођена беба. Она је мексичког порекла  али није одрасла говорећи шпански, јер су њени родитељи одлучили да спрече да буде дискриминисана у школи. Брук је похађала хришћанску основну школу Корнерстоун у Сан Антонију, а средњошколско образовање завршила је школовањем код куће.

## Каријера
Брук је била на аудицији за Икс Фактор у Остину, Тексас. Оформила је групу заједно са Дајном Џејн, Нормани, Лорен Хауреги и Камилом Кабељо сада познату као Фифт Хармони. Група је напредовала до наступа уживо и успела да заврши на трећем месту.
Појавила се у епизоди друге сезоне серије Славна и заљубљена као она сама.
У августу 2018. године објављено је да је Брук потписала уговор о снимању са Latium Entertainment и Атлантик Рекордс-ом.
„Low Key“, званични деби соло сингл Али Брук, објављен је 31. јануара 2019. године.
Од септембра до новембра 2019. године, Брук се такмичила у 28. сезони Плеса са звездама, завршивши на трећем месту. Брук је плесала уз сопствену песму "Higher" на Плесу са звездама,  где је добила своју прву савршену оцену од судија.
У мају 2020, Брук је открила насловницу својих предстојећих мемоара, Finding Your Harmony.  Књига је објављена 13. октобра 2020. Мемоари покривају аспекте њеног живота, укључујући детињство и њен успон као соло уметника. Брук је добила улогу у предстојећем филму Висока очекивања, играјући улогу "Софије".

## Лични живот
Брук је хришћанка  и тврдила је да ће остати невина до брака. Брук је рекла да тренутно има учитеља шпанског.
Као своје утицаје навела је Селену, Кери Андервуд, Џастина Тимберлејка и Бруна Марса.